# Premios Tu Mundo
 (décembre 2023).
Si vous disposez d'ouvrages ou d'articles de référence ou si vous connaissez des sites web de qualité traitant du thème abordé ici, merci de compléter l'article en donnant les références utiles à sa vérifiabilité et en les liant à la section « Notes et références ».
Les Premios Tu Mundo (Les Prix du Monde en français) est une cérémonie annuelle récompensant les artistes d'Amérique latine, produite et émise par le réseau de télévision américain Telemundo.

## Description
Les prix sont remis pour les réalisations des hispaniques et des latinos dans les médias, notamment les émissions de télévision, les novelas, les films, les animateurs, la musique, la mode et les sports. Les premiers prix ont été décernés en 2012. Telemundo a annoncé qu'il n'y aurait pas de cérémonie en 2018 en raison de la Coupe du monde de football, mais que la septième édition se tiendrait bien en 2019.

## Cérémonies
| Cérémonie             | Date         | Présentation                                        | Lieu                    |
| --------------------- | ------------ | --------------------------------------------------- | ----------------------- |
| Premios Tu Mundo 2012 | 30 août 2012 | Gaby Espino, Rafael Amaya                           | American Airlines Arena |
| Premios Tu Mundo 2013 | 15 août 2013 | Gaby Espino, Aarón Díaz                             | American Airlines Arena |
| Premios Tu Mundo 2014 | 21 août 2014 | Gaby Espino, Aarón Díaz                             | American Airlines Arena |
| Premios Tu Mundo 2015 | 20 août 2015 | Angélica Vale, Raúl González                        | American Airlines Arena |
| Premios Tu Mundo 2016 | 25 août 2016 | Maritza Rodríguez, Carlos Ponce                     | American Airlines Arena |
| Premios Tu Mundo 2017 | 24 août 2017 | Carmen Villalobos, Daniel Sarcos, Fernanda Castillo | American Airlines Arena |

## Récompenses

### Récompenses actuelles - (1repartie)
| Catégorie                         | Année  |
| Novela de l'année                 | 2012 - |
| Série Super de l'année            | 2015 - |
| Actrice principale préférée       | 2012 - |
| Acteur principal préféré          | 2012 - |
| Actrice favorite                  | 2012 - |
| Acteur préféré                    | 2012 - |
| Meilleure mauvaise fille          | 2012 - |
| Meilleur Bad Boy                  | 2012 - |
| Couple parfait                    | 2012 - |
| Chanson de fête                   | 2012 - |
| I'm Sexy and I Know It            | 2012 - |
| Artiste pop préféré               | 2014 - |
| Artiste tropical préféré          | 2014 - |
| Artiste urbain préféré            | 2014 - |
| Fan Club de l'année               | 2014 - |
| Acteur préféré de Bad Luck        | 2015 - |
| Artiste mexicain régional préféré | 2015 - |
| Influenceur préféré               | 2015 - |
| Présentateur préféré              | 2017 - |
| Programme préféré                 | 2017 - |

### Récompenses actuelles - (2epartie)
| Catégorie                                     | Année     |
| Meilleur jeune espoir                         | 2012      |
| Meilleure Musique dans une Novela             | 2012      |
| Meilleur baiser                               | 2012      |
| Une chanson qui vole mon cœur                 | 2012      |
| Film préféré                                  | 2012      |
| Supermodel préféré                            | 2012      |
| Athlète le plus charismatique                 | 2012      |
| It's Crazy                                    | 2012      |
| Meilleur clip vidéo                           | 2012-2013 |
| Latino préféré à Hollywood                    | 2012-2013 |
| Vidéo virale préférée                         | 2012-2013 |
| Le plus social                                | 2012-2013 |
| Sensation sportive de l'année                 | 2012-2013 |
| Meilleur moment de mauvaise chance            | 2012-2014 |
| La chanson la plus populaire de l'année       | 2013-2014 |
| Meilleur moment de réalité                    | 2013-2014 |
| Meilleure première actrice                    | 2013-2015 |
| Meilleur premier acteur                       | 2013-2015 |
| Jeune artiste préféré                         | 2014      |
| Groupe préféré                                | 2014      |
| Duo ou groupe préféré                         | 2014      |
| Artiste Norteño préféré                       | 2014      |
| ¡Qué Papacito!                                | 2014      |
| Sensation sociale                             | 2014      |
| Moment de sport préféré                       | 2014-2015 |
| Actrice principale dans une Super Série       | 2015-2016 |
| Acteur principal dans une Super Série         | 2015-2016 |
| Actrice préférée dans une Super Série         | 2015-2016 |
| Acteur préféré dans une Super Série           | 2015-2016 |
| Meilleure mauvaise fille dans une Super Série | 2015-2016 |
| Meilleur Bad Boy dans une Super Série         | 2015-2016 |
| Couple parfait dans une Super Série           | 2015-2016 |
| Présentateur de divertissement préféré        | 2015-2016 |
| Présentateur préféré                          | 2015-2016 |
| Révélation de l'année                         | 2016      |
| Programme préféré en semaine                  | 2016      |
| Programme de week-end préféré                 | 2016      |

### Sources
- (es) Cet article est partiellement ou en totalité issu de l’article de Wikipédia en espagnol intitulé « Anexo:Premios Tu Mundo » (voir la liste des auteurs).